# Tomomi Nishimura
 (août 2024).
Si vous disposez d'ouvrages ou d'articles de référence ou si vous connaissez des sites web de qualité traitant du thème abordé ici, merci de compléter l'article en donnant les références utiles à sa vérifiabilité et en les liant à la section « Notes et références ».
Pour les articles homonymes, voir Nishimura.
Tomomi Nishimura (西村知美, Nishimura Tomomi, née le 17 décembre 1970 à Ube, Yamaguchi, Japon), surnommée Tororin, est une actrice et ex-chanteuse qui débute en 1986, populaire idole japonaise des années 1980. Elle a sorti une douzaine d'albums jusqu'en 1994, et a tourné dans une quarantaine de dramas (séries TV) et une dizaine de films.

## Discographie

### Albums
- Don Matsugorou no Seikatsu (ドン松五郎の生活) (1986.03.31)
- Yumeiro no Toki (夢色の瞬間) (1986-7-16)
- Ai no Kobako (愛の小箱) (1986-12-17)
- Tenshi no Mail (天使のメイル) (1987-3-21)
- Pocket ni Ai (ポケットに愛) (1987-8-26)
- Winter Wonder Land (1987-12-16)
- Tenshi Jikan (天使時間) (1988-6-10)
- Snowman no Okurimono (SNOWMANの贈り物) (1988-12-21)
- Mezzo Piano (1989-7-26)
- Tomorose Land e Yookoso (TOMOROSE LANDへようこそ) (1989-12-13)
- Valentine with Tomomi (1991-1-23) (mini album)
- Vingt ans (1991-3-20)
- T Moon (1994-3-30)

### Compilations
- Selection 20 (1988-7-6)
- Memories (1989-4-8)
- Best Now (1990-2-7)
- Best Now (1990-11-14) (réédition)
- TWIN BEST (1998-3-28)
- Golden Best (2002-11-20)
- NEW BEST 1500 (2005-8-24)

### Singles
- Yume Iro no Message (夢色のメッセージ) - 1986.03.20
- Mietemasuka, Yume (見えてますか、夢) - 1986.06.23
- Watashi Dreaming (わたし・ドリーミング) - 1986.09.29
- Kimi wa Nagareboshi (君は流れ星) - 1986.10.27
- 16tsubu no Kakuzatou (16粒の角砂糖) - 1986.12.17
- Symphony no Kaze (シンフォニーの風) - 1987.03.11
- Hajimemashite Ai (はじめまして 愛) - 1987.06.10
- Pocket ni Taiyo (ポケットに太陽) - 1987.08.05
- Omoide no Fuyuyasumi (想い出の冬休み) - 1987.11.16
- Sakura ga Saita (サクラが咲いた) - 1988.02.10
- Tenshi no Yubisaki (天使のゆびさき) - 1988.05.25
- Blueberry Jam - 1988.09.07
- Kyakyakya no Kya (きゃきゃきゃのきゃ) - 1988.11.16
- Sayonara no Gakuseidoori (さよならの学生通り) - 1989.02.15
- Nemuri Hime (眠り姫) - 1989.06.28
- Ai ni DESPERATE (愛にDESPERATE) - 1989.11.08
- Grey no Sukima (グレイのすきま) - 1990.05.09
- Hana dorobou (花泥棒) - 1991.03.20
- Kiss yori Amai Kaze (Kissより甘い風) - 1992.01.22
- Always... - 1992.10.07
- San Geordie no Hi ni Dakishimete (サン・ジョルディの日に抱きしめて) - 1993.04.21
- Last Letter - 1994.01.12

## Filmographie
Films
- Don Matsugorou no Seikatsu (ドン松五郎の生活) (1986)
- Yonigeya Honpo (夜逃げ屋本舗) (1992)
- ChōKousou Hunting (超高層ハンティング) (1992)
- BAKU! (爆![BAKU]) (1993)
- Himeyuri no Tou (ひめゆりの塔) (1995) - Anime
- Kattakun Monogatari (カッタ君物語) (1995) - Anime
- I love you (アイ・ラヴ・ユー) (1999)
- Soreike!Anpanman Yumeneko no Kuni no Nyany (それいけ!アンパンマン 夢猫の国のニャニイ) (2004) - Anime
- Life on the Longboard (ライフ・オン・ザ・ロングボード) (2005)
- Yuzuri Ha -Kimi mo mata Tsugino Kimihe- (ゆずり葉-君もまた次のきみへ-) (2009)

Drama

## Émissions de télévision
- Sanma no Super Karakuri TV

## Liens
- Site officiel
- Ressources relatives à la musique :   - AllMusic
  - Discogs
  - MusicBrainz
  - VGMDb
- Ressource relative à l'audiovisuel :   - IMDb
- Notices d'autorité :   - VIAF
  - ISNI
  - GND
  - Japon
- (ja) Tororin, site officiel
- (en) Fiche sur idollica